# 金星眼球贝
金星眼球贝（学名：Erosaria guttata）为宝贝科眼球贝属的动物。分布于印度洋－太平洋水域，包括南海等海域，多栖息于深海砂质的海底。该物种的模式产地在美拉尼西亚中部。其种加词“guttata”意为“点状纹样的”。